# Pia Kinhult
Pia Suzanne Christina Kinhult, född 19 augusti 1959 i Högalids församling i Stockholm, är en svensk tidigare politiker (moderat) och före detta regionråd och regionstyrelsens ordförande Region Skåne. Hon var tidigare ledamot i styrelsen för Sveriges Kommuner och Landsting.

## Biografi
Pia Kinhult började sin karriär 1994 i Ängelholms kommunfullmäktige där hon och kollegan Jeanette Hilding i en rapport föreslog en sänkning av kommunalskatten till sex kronor. Utgångspunkten var att kommunen endast skulle ägna sig åt den verksamhet som lagen kräver och syftet var att väcka debatt om det kommunala uppdragets omfattning.
Pia Kinhult valdes till ordförande i Skattebetalarnas förening under årsstämman 2016.

## Tidigare uppdrag inom Region Skåne
- Regionråd
- Ordförande i regionstyrelsen
- Ledamot i regionfullmäktige